# Leadagmara
Leadagmara is een geslacht van uitgestorven slangsterren uit de familie Ophiacanthidae. Vertegenwoordigers van dit geslacht zijn slechts als fossiel bekend.

## Soorten
- Leadagmara gracilispina Thuy, Ishida, Doi & Kroh, 2012 †